# Löwensenf
Löwensenf är en senapstillverkare i Düsseldorf i Tyskland, grundat 1903 som Erste lothringische Essig- und Senffabrik av Otto och Frieda Frenzel i Metz som då låg i Tyskland (Lothringen). Efter första världskriget då Elsass-Lothringen blev en del av Frankrike flyttade Otto och Frieda Frenzel tillverkningen till Düsseldorf. Här kom det berömda Löwensenf-receptet att skapas som gav företag sina stora framgångar. 1920 lanserade man den första tyska Dijonsenapen.

Logo
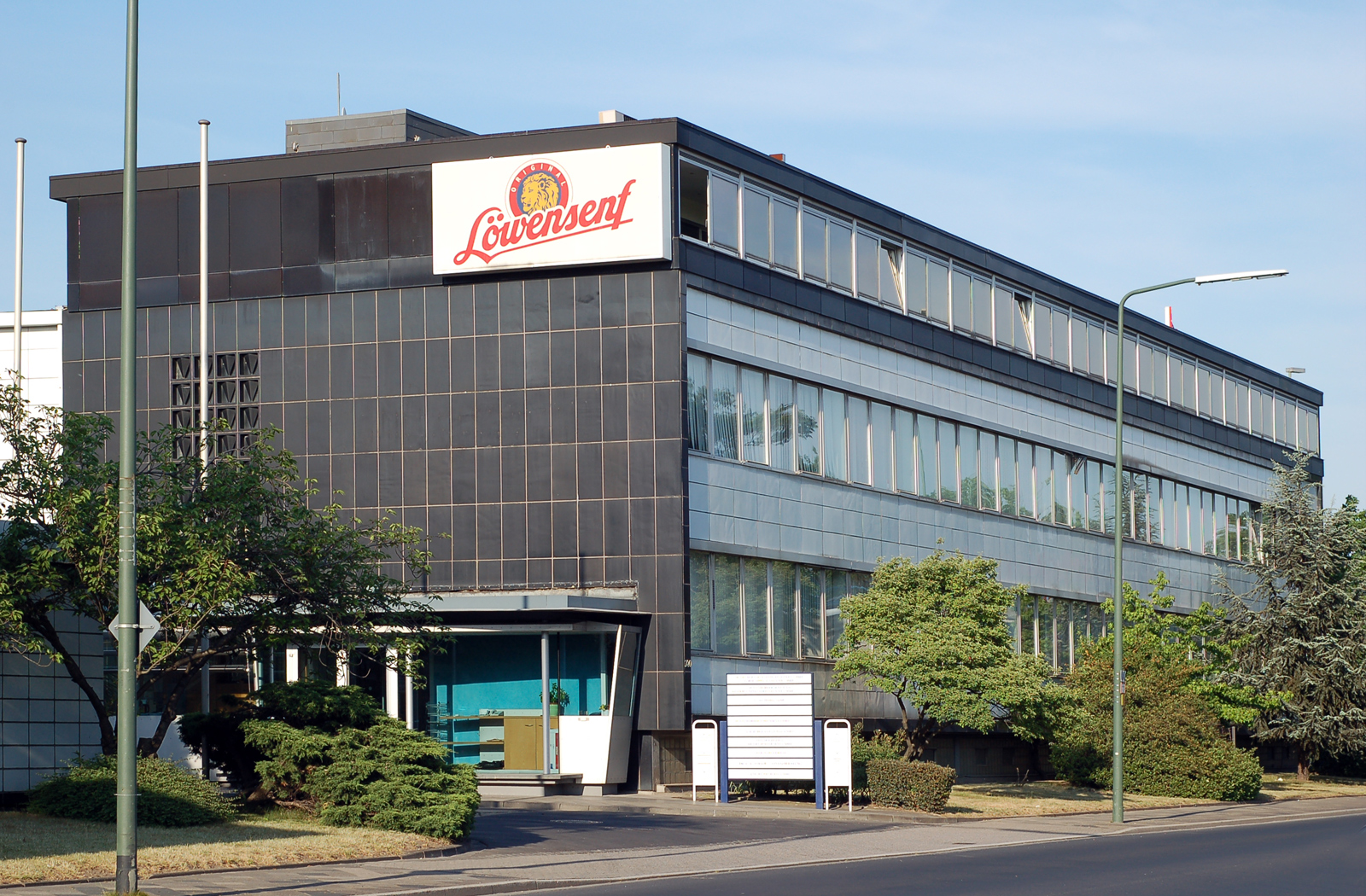
Högkvarter i Düsseldorf
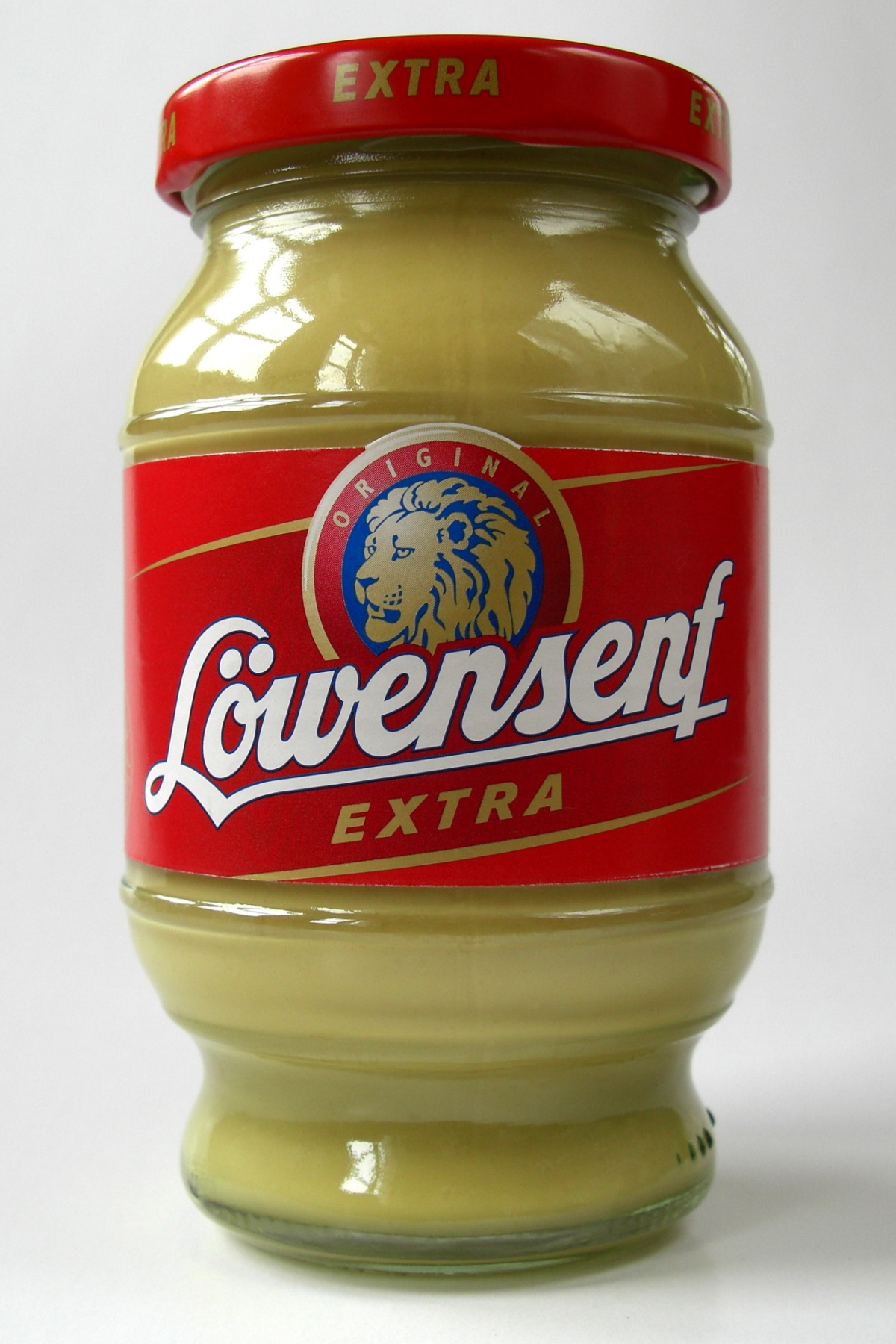
Löwensenf